# Rząd Federacji Rosyjskiej
Rząd Federacji Rosyjskiej (ros. Правительство Российской Федерации) – jest najwyższą władzą wykonawczą w ustroju politycznym Rosji. Jego status jest zapisany w rozdziale 6 (artykuły 110–117) Konstytucji Federacji Rosyjskiej i federalnej ustawy konstytucyjnej Rząd Rosji z dnia 17 grudnia 1997 z późniejszymi zmianami. Szefem rządu jest premier Rosji, od 16 stycznia 2020 roku funkcję tę pełni Michaił Miszustin.

## Struktura
Rząd Federacji Rosyjskiej składa się z premiera, stojącego na czele rządu, wicepremierów i ministrów. Rządowi podległy jest system ministerstw oraz służby i agencje federalne.
Premiera proponuje na podstawie art 111 Konstytucji prezydent, zostaje on powołany po zatwierdzeniu kandydatury przez Dumę – niższą izbę rosyjskiego parlamentu. W przypadku trzykrotnego odrzucenia kandydatury premiera, prezydent ma prawo do rozwiązania Dumy i ogłoszenia nowych wyborów.
Większość ministerstw federalnych podlega bezpośrednio premierowi. Mała liczba resortów odpowiedzialnych za politykę bezpieczeństwa, politykę wewnętrzną i politykę zagraniczną pozostaje jednak bezpośrednio pod jurysdykcją prezydenta. Nieformalnie są one określane mianem „bloku prezydenckiego”. Składa się on z Ministerstwa Spraw Wewnętrznych, Ministerstwa Spraw Zagranicznych, Ministerstwa Sytuacji Nadzwyczajnych, Ministerstwa Obrony, Ministerstwa Sprawiedliwości oraz siedmiu federalnych agencji i służb.

## Obowiązki
Zadania rządu Federacji Rosyjskiej, określa artykuł 114 Konstytucji, należą do nich:
- opracowanie budżetu państwa i składanie go do Dumy w celu zatwierdzenia oraz coroczne sprawozdania przed Dumą dotyczące realizacji budżetu;

- odpowiedzialność za jednolitą politykę finansową, kredytową i politykę pieniężną;

- realizację jednolitej polityki państwa w dziedzinie kultury, nauki, edukacji, zdrowia, opieki społecznej i ochrony środowiska;

- zarządzanie własnością państwa;

- wysiłki na rzecz egzekwowania istniejącego prawa, praw i wolności obywateli, ochrony mienia i porządku publicznego, zwalczania przestępczości;

- wykonywanie innych czynności i uprawnień wynikających z konstytucji Federacji Rosyjskiej, ustaw federalnych i dekretów prezydenckich[6].

## Obecny skład
Źródło: 
| Stanowisko | Imię i nazwisko       | Portret | Od kiedy          | Partia      |
| Przewodniczący Rządu Federacji Rosyjskiej (Premier) | Michaił Miszustin     |         | 16 stycznia 2020  | bezpartyjny |
| Wicepremierzy |                       |         |                   |             |
| Pierwszy Zastępca Przewodniczącego Rządu Federacji Rosyjskiej (Pierwszy Wicepremier) do spraw przemysłu, handlu i w dziedzinie kosmiczno-rakietowej Kurator Uralskiego Okręgu Federalnego                                                                            | Denis Manturow        |         | 14 maja 2024      | bezpartyjny |
| Zastępca Przewodniczącego Rządu Federacji Rosyjskiej (Wicepremier) do spraw kultury, ochrony zdrowia, ochrony socjalnej i polityki narodowościowej Kurator Północno-Zachodniego Okręgu Federalnego                                                                   | Tatjana Golikowa      |         | 18 maja 2018      | Jedna Rosja |
| Zastępca Przewodniczącego Rządu Federacji Rosyjskiej (Wicepremier) – kierownik aparatu rządowego Federacji Rosyjskiej Nadzoruje politykę finansową, rozwój cyfrowy i komunikację Kurator Centralnego Okręgu Federalnego                                              | Dimitrij Grigorienko  |         | 20 stycznia 2020  | bezpartyjny |
| Zastępca Przewodniczącego Rządu Federacji Rosyjskiej (Wicepremier) – do spraw rozwoju gospodarczego i kompleksu paliwowo-energetycznego Kurator Północnokaukaskiego Okręgu Federalnego                                                                               | Aleksandr Nowak       |         | 10 listopada 2020 | bezpartyjny |
| Zastępca Przewodniczącego Rządu Federacji Rosyjskiej (Wicepremier) – do spraw współpracy z krajami WNP, BRICS, G20 i przedsięwzięć międzynarodowych | Aleksiej Owierczuk    |         | 21 stycznia 2020  | bezpartyjny |
| Zastępca Przewodniczącego Rządu Federacji Rosyjskiej (Wicepremier) – do spraw kompleksu rolnoprzemysłowego, zasobów naturalnych i ekologii. Kurator Syberyjskiego Okręgu Federalnego                                                                                 | Dmitrij Patruszew     |         | 14 maja 2024      | bezpartyjny |
| Zastępca Przewodniczącego Rządu Federacji Rosyjskiej (Wicepremier) – do spraw transportu i zaopatrzenia. | Witalij Sawieljew     |         | 14 maja 2024      | Jedna Rosja |
| Zastępca Przewodniczącego Rządu Federacji Rosyjskiej (Wicepremier) Pełnomocny przedstawiciel Prezydenta Federacji Rosyjskiej w Dalekowschodnim Okręgu Federalnym Kurator rozwoju Dalekiego Wschodu i Arktyki Kurator Dalekowschodniego Okręgu Federalnego            | Jurij Trutniew        |         | 31 stycznia 2013  | Jedna Rosja |
| Zastępca Przewodniczącego Rządu Federacji Rosyjskiej (Wicepremier) – do spraw budownictwa, gospodarki komunalnej oraz rozwoju regionalnego Kurator Południowego Okręgu Federalnego, Ludowych Republik Donieckiej i Ługańskiej, Obwodów Zaporożskiego i Chersońskiego | Marat Chusnullin      |         | 21 stycznia 2020  | bezpartyjny |
| Zastępca Przewodniczącego Rządu Federacji Rosyjskiej (Wicepremier) – do spraw oświaty, nauki, polityki młodzieżowej, środków masowego przekazu, turystyki i sportu Kurator Nadwołżańskiego Okręgu Federalnego                                                        | Dmitrij Czernyszenko  |         | 21 stycznia 2020  | bezpartyjny |
| Ministrowie |                       |         |                   |             |
| Minister Spraw Wewnętrznych Podlega Prezydentowi Federacji Rosyjskiej | Władimir Kołokolcew   |         | 21 maja 2012      | bezpartyjny |
| Minister Obrony Cywilnej, Sytuacji Nadzwyczajnych oraz Likwidacji Następstw Klęsk Źywiołowych Podlega Prezydentowi Federacji Rosyjskiej | Aleksandr Kurienkow   |         | 22 maja 2022      | bezpartyjny |
| Minister Spraw Zagranicznych Podlega Prezydentowi Federacji Rosyjskiej | Siergiej Ławrow       |         | 9 marca 2004      | bezpartyjny |
| Minister Obrony Podlega Prezydentowi Federacji Rosyjskiej | Andriej Biełousow     |         | 14 maja 2024      | bezpartyjny |
| Minister Sprawiedliwości Podlega Prezydentowi Federacji Rosyjskiej | Konstantin Czujczenko |         | 21 stycznia 2020  | bezpartyjny |
| Minister Transportu | Roman Starowojt       |         | 14 maja 2024      | Jedna Rosja |
| Minister Zasobów Naturalnych i Ekologii | Aleksandr Kozłow      |         | 10 listopada 2020 | Jedna Rosja |
| Minister Rozwoju Dalekiego Wschodu i Arktyki | Aleksiej Czekunkow    |         | 10 listopada 2020 | bezpartyjny |
| Minister Pracy i Ochrony Społecznej | Anton Kotiakow        |         | 21 stycznia 2020  | bezpartyjny |
| Minister Oświaty | Siergiej Krawcow      |         | 21 stycznia 2020  | Jedna Rosja |
| Minister Kultury | Olga Lubimowa         |         | 21 stycznia 2020  | bezpartyjny |
| Minister Przemysłu i Handlu | Anton Alichanow       |         | 14 maja 2024      | Jedna Rosja |
| Minister Sportu | Michaił Diegtariow    |         | 14 maja 2024      | LDPR        |
| Minister Ochrony Zdrowia | Michaił Muraszko      |         | 21 stycznia 2020  | bezpartyjny |
| Minister Energetyki | Siergiej Cywilow      |         | 14 maja 2024      | Jedna Rosja |
| Minister Rolnictwa | Oksana Łut            |         | 14 maja 2024      | bezpartyjna |
| Minister Rozwoju Ekonomicznego | Maksim Reszetnikow    |         | 21 stycznia 2020  | Jedna Rosja |
| Minister Finansów | Anton Siłuanow        |         | 16 grudnia 2011   | Jedna Rosja |
| Minister Nauki i Szkolnictwa Wyższego | Walerij Falkow        |         | 21 stycznia 2020  | Jedna Rosja |
| Minister Rozwoju Cyfryzacji, Łączności i Komunikacji Masowej | Maksut Szadajew       |         | 21 stycznia 2020  | bezpartyjny |
| Minister Budownictwa, Gospodarki Komunalnej i Mieszkaniowej | Irek Fajzullin        |         | 10 stycznia 2020  | bezpartyjny |